# 陳希曾 (越南)
陳希曾（越南语：／，1838年—1877年），原名陳碧珊（越南语：／），字望沂（越南语：／），號梅岩（越南语：／），越南阮朝官員。

## 生平
陳希曾是南定省春長府美祿縣東墨總渭川社（今屬南定省南定市渭川坊）人，明命十九年（1838年）出生，副榜陳尹達之子，早年拜進士范文誼為師。嗣德十七年（1864年），陳希曾參加南定場鄉試，考中解元。次年（1865年），會試考中會元，庭試考中第一名庭元，連中三元，嗣德帝賜名陳希曾，并賜一面“連中三元”繡旗。
陳希曾初授翰林院修撰，充內閣秘書所行走，參與編修《人事金鑑》，後歷任升平知府、奠磐知府、平定按察使，后降為安仁知府。嗣德二十二年（1869年），陳希曾擢升鴻臚寺少卿，領戶部辦理，監管通政司、翰林院印篆，後又參辦內個事務，嗣德帝多次向他征詢意見，他都毫無隱瞞，獲得皇帝信賴。後升侍讀學士，仍充辦內個事務。當時嗣德帝準備派陳希曾如東了解國外情況，但恰逢他的父親陳尹達過逝，陳希曾回鄉守制。回任後繼續充任內閣事務，不久升吏部左侍郎，出領治平巡撫和河內巡撫。
嗣德三十年（1877年）八月，陳希曾被召回京城，改任禮部左參知，充任如西正使，率領使團訪問法國。但在出發前夕，陳希曾生病去世，壽四十歲。

## 作品
陳希曾著有《梅岩詩草》、《清心才人國音詩》、《人事金鑑》、《家訓歌》。